# Wohnsiedlung Glaubten III
Die Wohnsiedlung Glaubten III ist eine kommunale Wohnsiedlung der Stadt Zürich in Affoltern, die Ende der 1960er-Jahre erstellt wurde.

## Lage
Die Überbauung liegt vis-à-vis der Siedlungen Glaubten I und II an der Glaubtenstrasse, die von der Kirche Glaubten zum Standort Hönggerberg der ETH Zürich führt. Hinter der Siedlung am Hang zum Hönggerberg liegen die Plätze des Tennisclubs Lerchenberg.

## Geschichte
Die Siedlung Glaubten III schliesst den kommunalen Siedlungsbau im Gebiet Glaubten ab. Anders als die Vorgängerprojekte wurde Glaubten III nicht mit klassische Mehrfamilienhäusern, sondern mit Scheibenhochhäusern aus Fertigteilen aufgebaut. Sie sollte eine Mustersiedlung darstellen, die rationelles Bauen für kostengünstige Mieten demonstrierte.

## Architektur
Zwei der Hochhäuser haben sieben Geschosse, eines zehn. Ein Hochhaus ist aus zwei Mehrfamilienhäusern, die anderen beiden aus drei aufgebaut. Die Fassaden der Kubaturen zeigen ein einheitliches Bild mit betonten Horizontalen. Lediglich die auf der Bergseite angeordneten Treppenhäuser sind als Vertikale wahrnehmbar. In der Siedlung sind 118 Wohnungen untergebracht: 10 Wohnungen mit 1½ Zimmern, 54 mit 3½ Zimmern und weitere 54 mit 4½ Zimmern.